# Muerte de Juan Pablo I
La muerte del papa Juan Pablo I (Albino Luciani) tuvo lugar en la Ciudad del Vaticano el 28 de septiembre de 1978, apenas treinta y tres días después de ser elegido sucesor de Pablo VI.

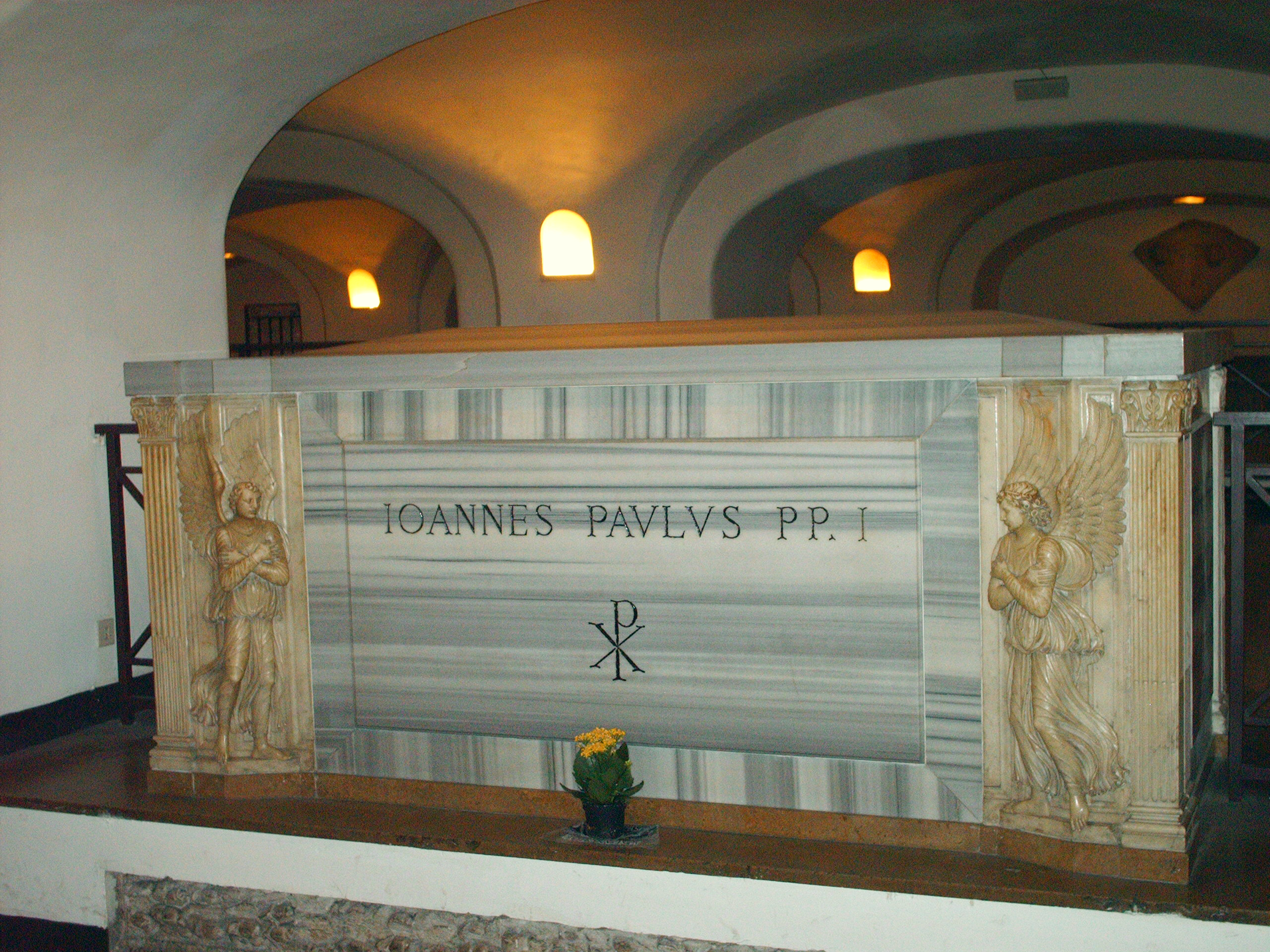
Tumba de Juan Pablo I en las grutas vaticanas.

## Deceso
El 29 de septiembre a sus sesenta y cinco años, había sido hallado el Papa sin vida en la cama dentro de su apartamento del Palacio Apostólico por la hermana Vincenza. Desesperada, salió a avisar al secretario John Magee, quien constató la muerte y llamó a un cardenal. Acompañado por el médico, el cardenal examinó el cadáver y llamaron a los embalsamadores. El cuerpo tenía en sus manos unos papeles considerados importantes. El comunicado oficial informó que falleció de un infarto:

Esta mañana, 29 de septiembre de 1978, alrededor de las 05:30 a.m., el secretario particular del papa, sin haberle encontrado en la capilla como es su costumbre, le buscó en su habitación y le ha encontrado muerto en la cama, con la luz prendida, como si todavía leyese. El médico Renato Buzzonetti, que acudió inmediatamente, ha constatado su muerte, acaecida probablemente hacia las 23:00 p.m. del día anterior a causa de un infarto agudo de miocardio.

Fue embalsamado, pero sin extraerle sangre ni extirparle las vísceras, mediante inyección de líquidos antipútridos. Además, se afirma que la leve sonrisa con la que falleció no corresponde al dolor previo producido por un infarto. El cuerpo de Luciani nunca pasó por una autopsia. Directamente, tuvo un funeral correspondiente al de un pontífice y fue depositado en las grutas vaticanas.

### Teorías de la conspiración
Entre las numerosas especulaciones en torno al deceso del papa, algunas apuntan tanto a la CIA como a la KGB sovíética. Igual con la masonería, afirmando que lo mataron masones infiltrados en las altas esferas vaticanas, y otros aseguran que el pontífice fue envenenado. Se asegura igual que todo tenía un trasfondo económico, que la mafia italoestadounidense estaba aprovechándose de las instituciones financieras de la Santa Sede para blanquear dinero de los crímenes, algo que el papa tenía bajo sospecha. El teólogo tradicionalista Abbé Georges de Nantes pasó gran parte de su vida atendiendo el caso, sobre los bancos y sobre el supuesto descubrimiento del papa de una serie de sacerdotes masones en el Vaticano. En su libro Juan Pablo I: Caso abierto, el sacerdote y teólogo Jesús López Sáez sostiene la tesis de que Luciani sufrió un homicidio.
En julio de 2019 fue publicado un libro por Anthony S. Luciano Raimondi, supuestamente gánster de la Familia Colombo y familiar del obispo Paul Marcinkus, con quienes habrían perpetrado el asesinato de Juan Pablo utilizando valium y cianuro, cuyo móvil también habría sido encubrir un fraude masivo de títulos financieros.

## Su estado de salud
Los informes sobre la salud de Juan Pablo I son muy discordantes. Antes de ser elegido, Luciani se presentó a una serie de cirugías, pero tenía un cuadro clínico positivo, aunque algunos no tanto; lo cierto es que en los años previos a su elección, su salud era bastante estable, y en caso de enfermedad o fragilidad, afirman que no habría aceptado su elección en el cónclave.
Años antes, al entonces cardenal se le encontró un coágulo de sangre en el ojo. Si ello hubiera parado en el corazón o los pulmones, habría muerto al instante, sin siquiera darse cuenta.
En 1987, durante la emisión de Yellow, realizado por Enzo Tortora, uno de los secretarios privados del papa, Diego Lorenzi, afirmó que la tarde antes de su muerte, alrededor de las 19:30, al final de una audiencia, el pontífice le dijo que sentía "dolores y molestias en medio del pecho, con un fuerte peso y opresión". La declaración provocó un gran revuelo: En primer lugar, porque era el único en decir esto, dado que todos los que habían interactuado con el papa hasta antes de irse a dormir esa noche le veían en buen estado; y en segundo lugar, debido a que declaraba nueve años después de lo ocurrido. El secretario se justificó: "Jamás se lo dije a nadie porque nadie vino a pedirme una explicación". En tercer lugar, porque horas antes de su muerte –y poco después de la supuesta advertencia a Lorenzi–, a las 21.30 horas, el papa había hablado por teléfono con su médico personal, Antonio Da Ros, quien dijo que el pontífice estaba muy bien horas antes de su sorpresiva muerte.
En 2017, la periodista Stefania Falasca publicó el libro Papa Luciani, crónica de una muerte con documentos y testimonios inéditos que vienen a corroborar que Juan Pablo I murió muy probablemente a causa de un infarto de miocardio fulminante y no supuestamente a causa de un envenenamiento, en el libro se relata como otra de las monjas que servía al papa, sor Margherite Marín, fue también testigo del hallazgo del cadáver junto con la hermana Vicenza Taffarel. Sor Margherite recuerda que "al entrar en la habitación, vio al papa como dormido, con la cabeza ladeada a la derecha, los ojos entreabiertos, las gafas puestas, con una ligera sonrisa en el rostro, el pijama puesto y sujetando entre sus manos tres folios mecanografiados con pasajes de la biblia (Mateo 11:18-19) que al parecer el papa iba a leer en el Ángelus del siguiente domingo". La impresión de Marín fue de que al papa le sobrevino la muerte de manera repentina, y que le llamó la atención que sus uñas estaban un poco oscuras. También cuenta que el pontífice no seguía dieta alguna y que comía lo mismo que otros, por lo que la hipótesis del envenenamiento carecería de verosimilitud. La hermana Marín declaró, en una entrevista al periódico Italiano La Stampa, que fue el otro secretario del papa, el irlandés John Magee, y no Diego Lorenzi –que no se encontraba allí y que, al parecer, iba a ser reemplazado– el que presenció, la tarde anterior a la muerte del papa, la queja de este sobre un fuerte dolor en el pecho que se alargó por unos cinco minutos, y que no se avisó al médico porque el dolor había remitido y Luciani no le quiso molestar. Otro testigo que presenció la indisposición del papa fue el mayordomo Angelo Gugel. En cuanto a la salud de Juan Pablo I, existen pruebas documentadas de que, siendo ya patriarca de Venecia, fue ingresado en un centro hospitalario por problemas cardiovasculares que fueron tratados con anticoagulantes, y de los que se creyó ya recuperado.
Respecto a la autopsia, la misma no se realizó, puesto que fue directamente embalsamado. En algunas conspiraciones, se dice que sí fue sometido a una, que demostró que falleció por una vasodilatación en las venas y en las arterias.
Con ocasión de su beatificación en septiembre de 2022, el sobrino del pontífice, Giovanni Luciani, desmintió las teorías de la conspiración calificándolas de inventos y declaró que Juan Pablo I siempre fue de salud frágil, lo que le llevó a pasar temporadas en el hospital a causa de neumonía y pleuresía, y que Juan XXIII, quien lo eligió para el episcopado en 1958, procedió él mismo a su consagración a pesar de recibir una carta que la desaconsejaba por motivos de salud. Asimismo, Luciani relata que John Magee, después obispo, se había encontrado en el aeropuerto con David Yallop, autor del libro de 1984 In God's Name: An Investigation into the Murder of Pope John Paul I y primer promotor de las teorías de la conspiración, y este le había confesado su falsedad. El mismo sitio web del Vaticano recoge que el pontifíce debió ser bautizado el mismo día de su nacimiento, el 17 de octubre de 1912, por una mujer de su localidad natal ante el inminente peligro que corría su vida.